# L'archipel
L'archipel è un grattacielo per uffici in costruzione situato nel quartiere degli affari di La Défense vicino a Parigi, Francia (precisamente a Nanterre). Prevista per la primavera del 2021, la torre sarà alta 106 metri.
Ospiterà la sede centrale dell'azienda Vinci.